# 川上川 (高山市)
川上川（かわかみがわ、かおれがわ）は、岐阜県高山市の南部から北部へと流れる神通川水系の一級河川。

## 地理
岐阜県高山市清見町（旧清見村）西ウレ峠付近に源を発し、高山市の清見町を流れ、高山市中切町付近で宮川（神通川）に合流する。上流部は飛騨せせらぎ街道が平行し、西ウレ峠の分水嶺まで、川上川の最上流部のせせらぎを辿ることができる。
近くには川上岳という名の山があるが、こちらは“かおれたけ”といい、川上川ではなく分水嶺の反対側の木曽川水系馬瀬川の上流であることに由来する。